# 命中注定，遇見愛
《命中注定，遇見愛》（You Will Meet a Tall Dark Stranger）是一部美國與西班牙合拍的愛情喜劇電影，由伍迪·艾倫執導。電影上映後獲得褒貶不一的評價，影評網站爛番茄給了46%的分數。电影在2010年五月十五日的戛纳电影节首映
。